# Wolverine
Wolverine, på svenska även Järven, är en seriefigur som förekommit i serietidningar från förlaget Marvel Comics sedan mitten av 1970-talet. Han ses vanligen som en medlem i superhjältegruppen X-Men & Alpha Flight men är för närvarande också medlem i den nye Captain Americas grupp New Avengers. Han skapades 1974 av Len Wein (författare), John Romita Sr (designer) och Herb Trimpe (tecknare) och hade sitt första framträdande i Incredible Hulk nr 180. 

## Fiktiv biografi
Wolverines födelsenamn är James Howlett, men han är mest känd under namnet Logan. Wolverine är en mutant med djurskarpa sinnen, förbättrad fysisk kapacitet, utfällbara klor (tre på vardera handen som fälls ut mellan knogarna) och en så kallad läkefaktor som hjälper honom att återhämta sig från nästan alla skador, sjukdomar och gift. Läkefaktorn saktar också ner hans åldrande vilket ger honom ett mycket längre livspann än en vanlig människa. Han är född i slutet av 1800-talet och vid dryga 120 års ålder ser han inte äldre ut än 30. 
Tack vare sitt långa liv har Wolverine anskaffat sig kunskaper i bland annat språk, taktik och kampsport. Wolverine är en exceptionell närstridsspecialist, efter att ha bemästrat praktiskt taget varje känd stridsteknik på jorden, tack vare sin mutation. Han är också utbildad expert på flera typer av vapen, fordon, datasystem, sprängmedel och likvidationstekniker. Detta på grund av omfattande utbildning som soldat, CIA operativ, samuraj samt spion åt olika underrättelsetjänster. Wolverine talar många språk flytande, bland annat japanska, ryska, kinesiska, cheyenne, lakota och spanska, han har även viss kunskap i franska, thailändska och vietnamesiska.
En tid efter Andra världskriget togs Logan av en grupp forskare ledda av Dr. Cornelius som en del av det så kallade Weapon X-programmet. Cornelius uppgift var att hitta ett sätt att fästa den oförstörbara legeringen adamantium i mänskliga benceller. Tack vare hans läkeförmåga kunde legeringen fästas vid Logans skelett och han var mot sin vilja verksam som lönnmördare åt Weapon X under ett antal år tills han slutligen lyckades fly. Under tiden i Weapon X sattes falska minnen in i Logans hjärna för att ta ifrån honom hans fria vilja och göra honom till den perfekta mördaren. Logan har minnen av att ha varit samuraj i Japan, legosoldat för Central Intelligence Agency, och en "vilde" i den kanadensiska vildmarken. På grund av de falska minnen som satts in i hans hjärna av Weapon X-programmet är antagligen något eller alla av de här minnena falska. Logan har åtminstone ett minne av att ha mött Captain America (Steve Rogers) under Andra Världskriget som bekräftats som sant.
Wolverine har en son, Daken, med liknande krafter. I Marvels serieföljetong Dark Reign kämpar Daken mot sin far som en medlem i Norman Osborns skapade superhjältegrupp, egentligen bestående av superskurkar, Dark Avengers, eller Avengers under samma kodnamn som sin far. Övriga medlemmar i nu splittrade Dark Avengers var Norman Osborn - Iron Patriot, Bullseye - Hawkeye, Venom (Macgargan) - Spider-Man, Moonstone - Ms. Marvel, The Void - Sentry, Noh Varr - Captain Marvel och Ares - Ares.

## Filmografi
Wolverine porträtteras i samtliga filmer nedan av Hugh Jackman.
- X-Men (2000)
- X2: X-Men United (2003)
- X-Men: The Last Stand (2006)
- X-Men Origins: Wolverine (2009)
- X-Men: First Class (2011) (cameo)
- The Wolverine (2013)
- X-Men: Days of Future Past (2014)
- X-Men: Apocalypse (2016) (cameo)
- Logan – The Wolverine (2017)
- Deadpool & Wolverine (2024)